# AeroVironment RQ-20 Puma
AeroVironment RQ-20 Puma – amerykański bezzałogowy statek powietrzny (UAV), opracowany przez firmę AeroVironment. Przeznaczony do prowadzenia rozpoznania, obserwacji i zbierania danych wywiadowczych na poziomie taktycznym oraz przekazywania informacji w czasie rzeczywistym do naziemnego stanowiska kontroli.

## Historia

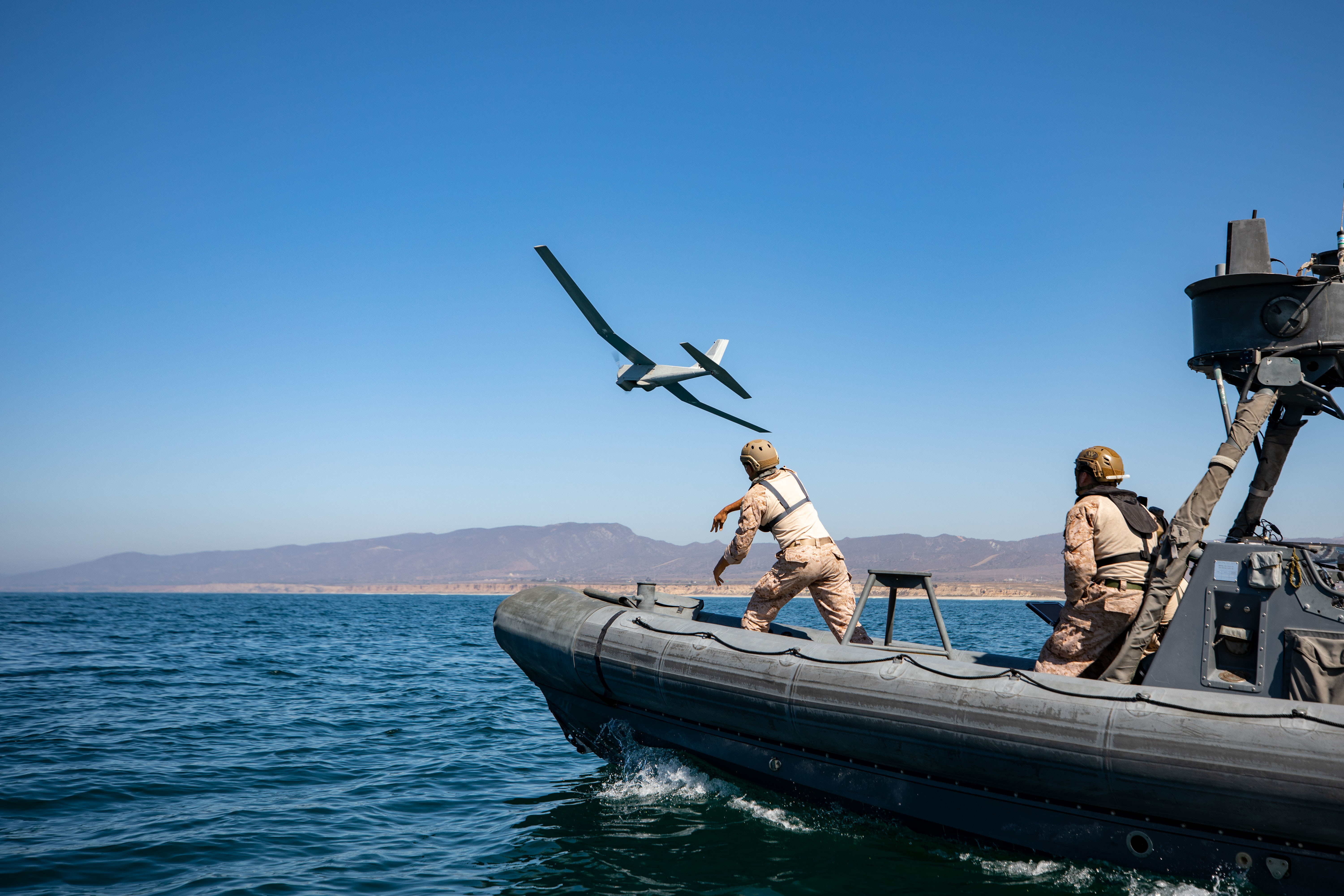
Start RQ-20 Puma z pokładu łodzi

Prace nad nową konstrukcją rozpoczęto w 2007 r. na zlecenie Dowództwa Operacji Specjalnych USA (USSOCOM). Został oparty na wcześniej wykorzystywanym dronie FQM-151 Pointer. W 2008 r. system został przyjęty na wyposażenie armii amerykańskiej jako RQ-20A Puma AE (All Environment). W kolejnych latach został wprowadzony do użytku przez Korpus Piechoty Morskiej oraz Siły Powietrzne USA. W 2013 r. Puma AE jako jeden z pierwszych bezzałogowych statków powietrznych uzyskał certyfikację Federalnej Administracji Lotnictwa (FAA) do lotów komercyjnych w przestrzeni powietrznej USA. W 2014 r. odbył się pierwszy komercyjny lot nad lądem w Prudhoe Bay na Alasce. Jednostkowy koszt zestawu obejmującego trzy drony i dwa stanowiska kontroli jest szacowany na 250 tys. USD.
W 2013 r. rozpoczęto testy wersji Solar Puma wyposażonej w ogniwa słoneczne z arsenku galu dostarczone przez firmę Alta Devices. Zostały zamontowane na skrzydłach drona, generują wystarczającą ilość energii do zasilania systemu przez ok. 9 godzin bez znaczącego zwiększenia jego masy.
W systemie dronów stworzonym przez armię USA Puma wypełnia lukę pomiędzy maszynami, tj. RQ-11 Raven a MQ-1 Predator czy MQ-9 Reaper. Ich uniwersalność pozwoliła na rezygnację ze wcześniej zamówionych konstrukcji, np. dronów wielowirnikowych RQ-16 T-Hawk. W 2022 r. armia USA zamówiła dostawę kolejnych serii RQ-20.
Dron jest używane przez siły zbrojne Albanii, Australii, Belgii, Czech, Danii, Egiptu, Estonii, Francji, Grecji, Hiszpanii, Holandii, Kanady, Kosowa, Kostaryki, Łotwy, Norwegii, Portugalii, Stanów Zjednoczonych, Szwecji, Turcji, Ukrainy, Wielkiej Brytanii.

## Użycie bojowe

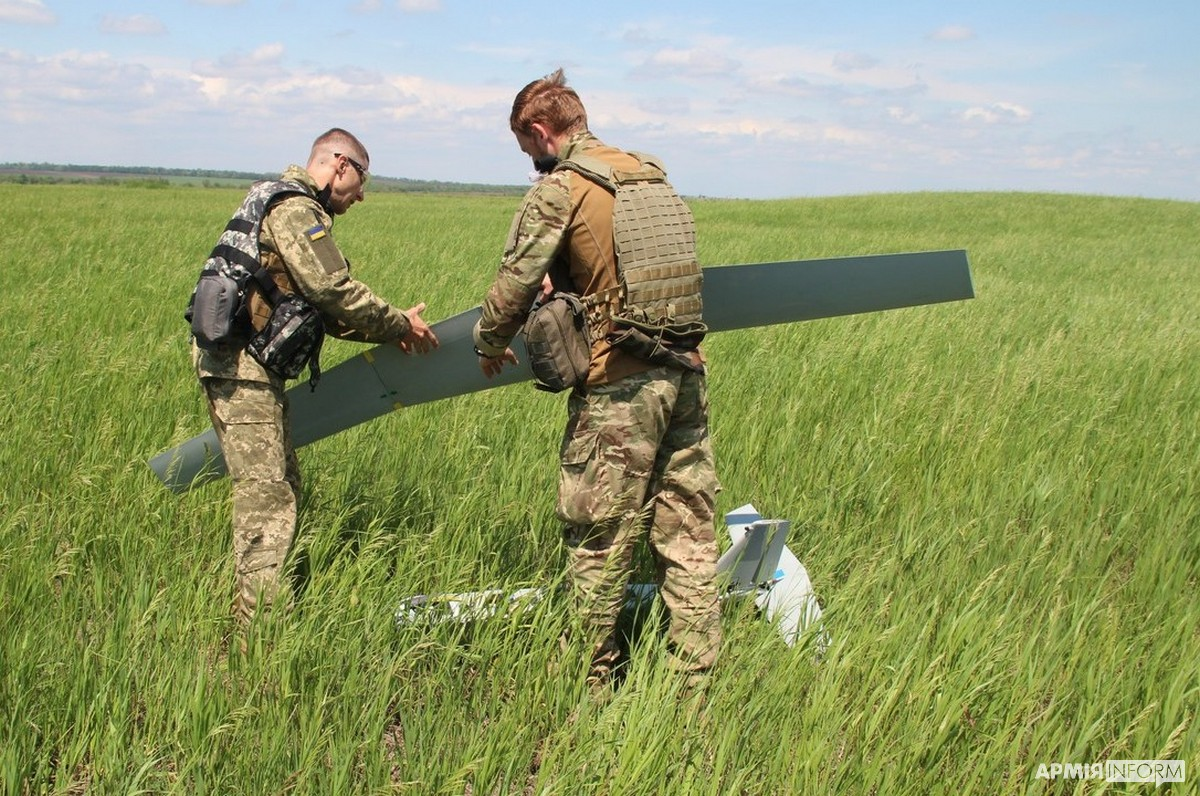
Użycie RQ-20 Puma na Ukrainie

RQ-20 Puma był szeroko wykorzystywany przez siły amerykańskie w Afganistanie i Iraku do prowadzenia rozpoznania i obserwacji. W 2016 r. dron został przetestowany i wdrożony przez Marynarkę Wojenną USA na pokładach niszczycieli rakietowych typu Arleigh Burke w odmianie Flight I, z wykorzystaniem systemu precyzyjnego odzyskiwania.
Podczas inwazji Rosji na Ukrainę w 2022 roku, Stany Zjednoczone przekazały Ukrainie systemy RQ-20 Puma w ramach pakietu pomocy wojskowej. Zostały one wyprodukowane w ramach zamówienia o wartości 19,738 mln USD złożonego przez rząd USA w firmie AeroVironment. Dostawy rozpoczęto od lutego 2023 r. Drony te zostały wykorzystywane przez Siły Zbrojne Ukrainy do wykrywania i identyfikacji celów, takich jak systemy obrony powietrznej S-300 i wyrzutnie TOS-1. Portal Oryx na dzień 21 maja 2025 r. zaobserwował 27 zniszczonych dronów RQ-21 Puma.

## Opis konstrukcji

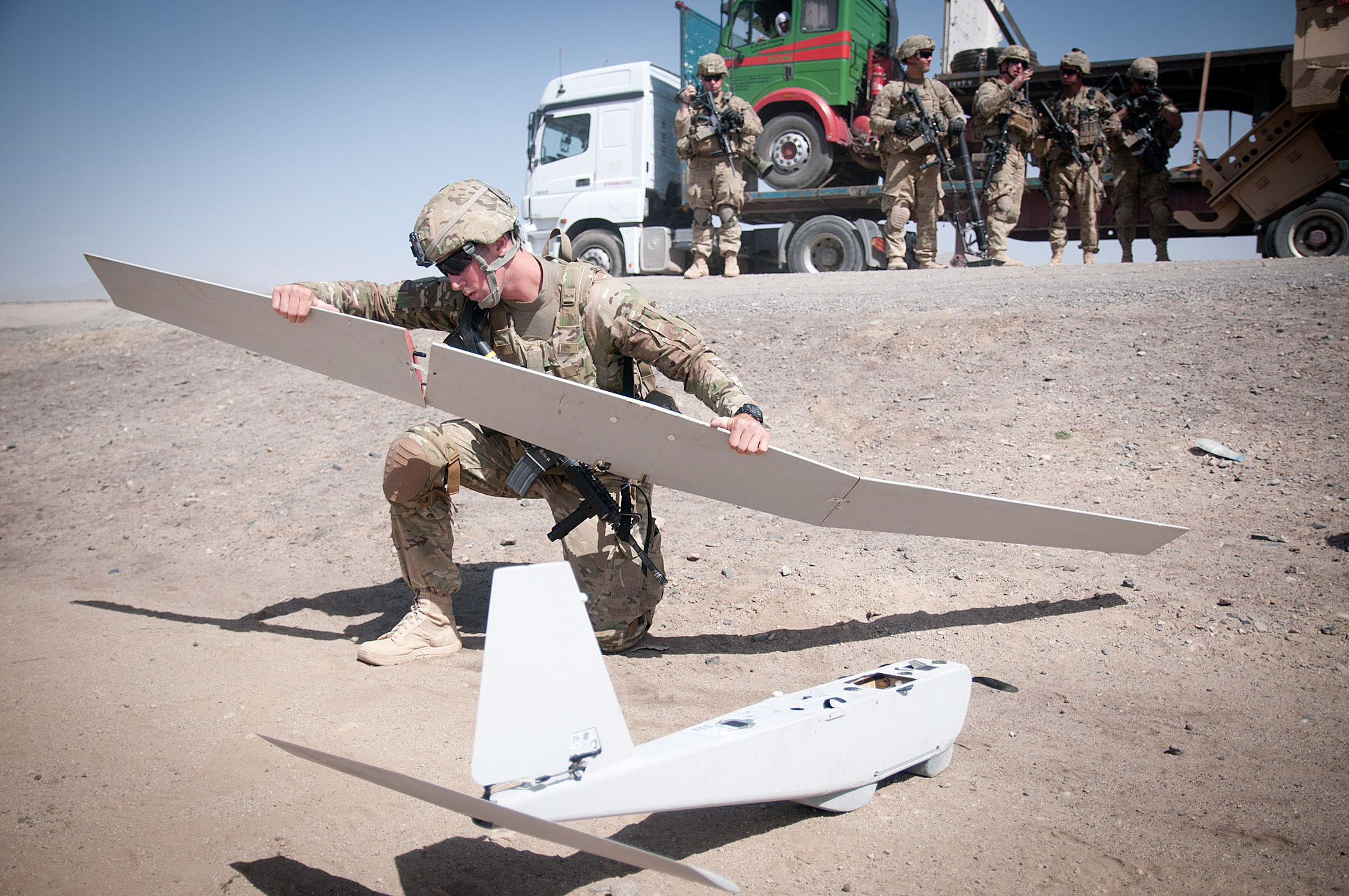
Przygotowanie Pumy do lotu

RQ-20 Puma to lekki, bezzałogowy statek powietrzny o konstrukcji samolotowej. Jest przeznaczony do startu z ręki, do obsługi potrzebny jest zespół złożony z dwóch żołnierzy. Jest wyposażony jest w system optoelektroniczny Mantis i45N, w skład którego wchodzi stabilizowany żyroskopowo gimbal z kamerą pracującą w paśmie widzialnym i podczerwieni, umożliwiającą prowadzenie obserwacji zarówno w dzień, jak i w nocy. Obydwie kamery dysponują sześciokrotnym przybliżeniem. System może być również wyposażony w dodatkowe ładunki, takie jak laserowy wskaźnik celu czy przekaźnik komunikacyjny. Wyposażenie może być przenoszone w komorze w kadłubie lub podwieszone pod skrzydłem. Podczas lotu dron nawiguje po zaprogramowanej trasie, operator ma możliwość przejęcia nad nim kontroli w dowolnym momencie i ręcznego sterowania. Lądowanie odbywa z dokładnością do 25 m od wyznaczonego miejsca, na okrętach poprzez złapanie drona w sieć. Konstrukcja Pumy może ulec rozcaleniu w miejscach łączeń poszczególnych elementów w celu zminimalizowania uszkodzeń. W wersji Puma 3 AE zastosowano wodoszczelny kadłub, który pozwala unosić się dronowi na powierzchni wody.

## Wersje rozwojowe

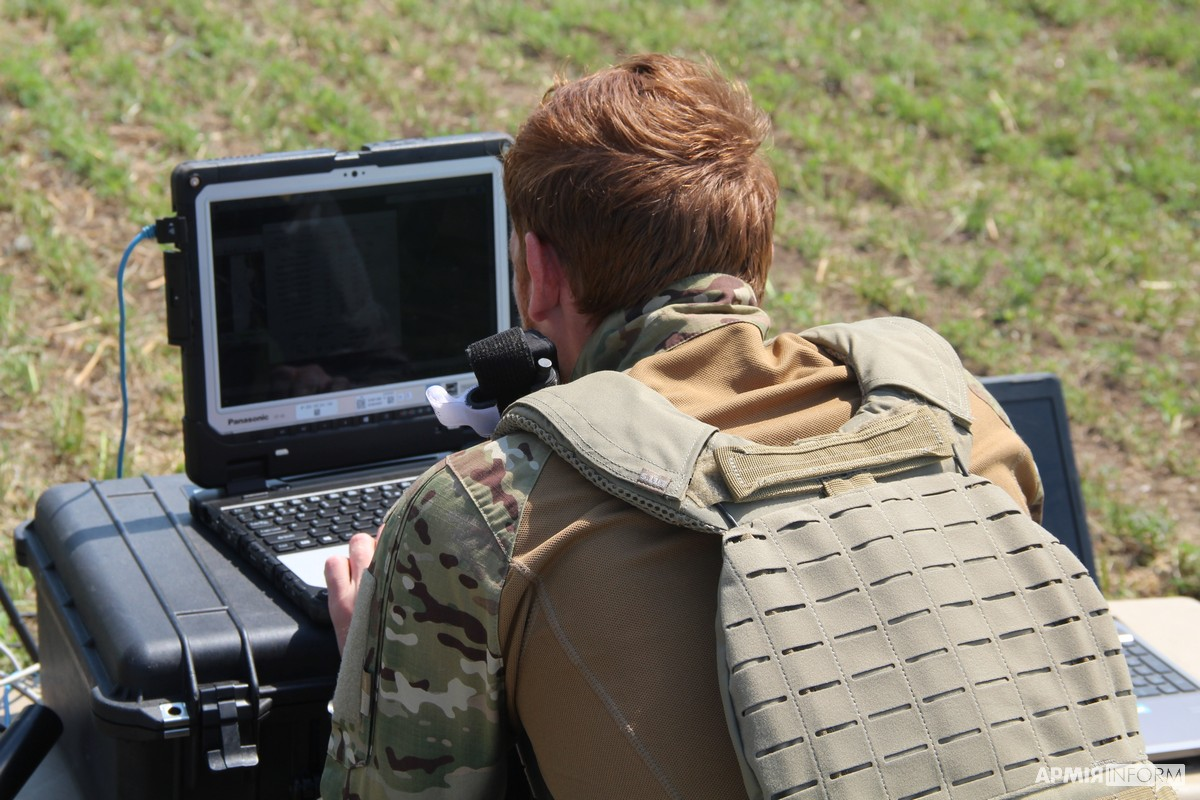
Stanowsko kontroli lotu

W trakcie opracowania konstrukcji powstały jej wersje:
- RQ-20A Puma AE – wersja podstawowa,
- RQ-20B Puma AE Block 2 – wersja z lżejszym kadłubem, mocniejszym napędem i systemem Mantis i45,
- Puma 3 AE – wersja przeznaczona do operacji morskich, zdolna do lądowania na wodzie,
- Puma LE (Long Endurance)– wersja o wydłużonym czasie lotu do 5,5 godziny,
- Solar Puma – eksperymentalna wersja z ogniwami słonecznymi, osiągająca do 9 godzin lotu.